# Progetto DEAL
Il progetto DEAL (in tedesco: Projekt DEAL) è una struttura simile a un consorzio diretta dalla Conferenza dei Rettori Tedesca, per conto dei suoi membri appartenenti all'Alleanza delle Organizzazioni Scientifiche in Germania. essa  è incaricata di negoziare accordi nazionali di accesso aperto trasformativo con le tre maggiori case editrici commerciali di riviste accademiche (Elsevier, Springer Nature e Wiley) a beneficio di tutte le istituzioni accademiche tedesche, comprese le università, gli istituti di ricerca e le loro biblioteche. Mediante ciascuno di questi accordi, il consorzio mira a garantire la pubblicazione immediata in accesso aperto di tutti i nuovi articoli di ricerca degli autori provenienti da istituzioni tedesche, l'accesso permanente al testo completo dell'intero portafoglio di riviste dell'editore e prezzi equi per questi servizi determinati secondo un semplice modello di costo che è basato sul numero di articoli pubblicati.
Il progetto DEAL fa parte di un movimento molto più ampio a livello mondiale che ha portato al boicottaggio di grandi case editrici come Elsevier per ottenere accordi di pubblicazione e accesso che intercettino le esigenze di tutte le università che coesistono all'interno di uno spazio definito (di solito uno Stato, un consorzio o un sistema universitario) anziché di singoli atenei. Questi boicottaggi hanno portato a significative riduzioni dei profitti e hanno spinto le grandi case editrici a ridurre i prezzi e a fare diverse altre concessioni.
Il progetto DEAL ha cambiato nome in DEAL Consortium.

## Negoziazioni con le case editrici

### Con Elsevier
Le trattative tra Projekt DEAL ed Elsevier sono iniziate nel 2016. Non essendo stato possibile raggiungere un accordo su un nuovo modello secondo i termini di Projekt DEAL, le trattative sono state ufficialmente interrotte nel luglio 2018. A sostegno del mandato di Projekt DEAL di negoziare a livello centrale, circa 200 università tedesche non hanno rinnovato i loro contratti individuali con Elsevier in scadenza a gennaio 2017. Decine di ricercatori tedeschi si sono dimessi dai loro ruoli di redattori per le riviste della Elsevier per rafforzare la spinta di Projekt DEAL per l'accesso aperto. Nel 2023, Elsevier e The Deal Consortium hanno raggiunto un accordo che pone fine al boicottaggio almeno fino al 2028.

### Con Wiley
Il 15 gennaio 2019, Projekt DEAL ha firmato un contratto triennale con la Wiley in base al quale i ricercatori di oltre 700 istituzioni accademiche tedesche possono accedere ai contenuti delle riviste della casa editrice a partire dal 1997 e pubblicare in open access in tutto il portafoglio di riviste ibride e gold open access dell'editore (circa 1.500 riviste). I costi dell'accordo si basano sul numero di articoli pubblicati e prevedono: una tariffa per articolo fissata a 2.750 euro per le pubblicazioni su riviste ibride; per le pubblicazioni su riviste ad accesso aperto gold, ai costi di elaborazione degli articoli è applicato uno sconto del 20%.

### Con Springer Nature
Il 22 agosto 2019, Projekt DEAL ha firmato un protocollo d'intesa con Springer Nature, seguito da un contratto triennale valido a partire dal 1° gennaio 2020. Questo secondo accordo è considerato il più grande accordo di accesso aperto trasformativo al mondo al momento della firma. Le riviste della Springer Nature pubblicano ogni anno oltre 13.000 articoli accademici di autori affiliati a istituzioni tedesche, diffondendo una parte significativa della ricerca prodotta in Germania.[13] L'accordo consente la pubblicazione ad accesso aperto di articoli in circa 2.500 riviste del gruppo Springer Nature e offre alle istituzioni partecipanti un ampio accesso al portafoglio di riviste dell'editore.

## Critiche
Le critiche mosse al progetto DEAL sottolineano il fatto che ha stretto accordi solo coi più grandi editori, incentivando gli autori a pubblicare in accesso aperto esclusivamente con questi ultimi. Il progetto porrebbe quindi gli editori più piccoli ed emergenti dell'Open Access in una posizione di svantaggio competitivo, minando la concorrenza leale di mercato. Come commentato da OASPA:
I sostenitori di accordi trasformativi (per la trasformazione in riviste ad accesso completamente aperto), come quelli firmati da Projekt DEAL, dissentono con questa visione dell'OASPA, sottolineando il fatto che molti consorzi nazionali hanno concluso centralmente accordi con degli editori ad accesso aperto: